# Ilybiosoma discicolle
Ilybiosoma discicolle là một loài bọ cánh cứng trong họ Bọ nước. Loài này được Ancey miêu tả khoa học năm 1882.